# Лаврова-Глінка Ксенія Олегівна
Ксенія Олегівна Лаврова-Глінка (нар.. 14 жовтня 1977, Кімри, Тверська область, Російська РФСР, СРСР) — російська актриса театру і кіно.

## Біографія
В Кімрах служили її дід і батько — Лавров Олег Олексійович.
Пов'язати своє життя зі сценою Ксенія вирішила тільки в старших класах і після закінчення школи поїхала підкорювати Москву.
У 1998 році закінчила Школу-студію МХАТ (курс Олега Табакова). Після закінчення школи-студії була запрошена до театру «Et Cetera». Крім ролей в театрі «Et Cetera» в 2001 році актриса була запрошена до МХТ імені А. П. Чехова, де зіграла у виставі «№ 13» (Джейн). У 2005 році була прийнята до трупи Московського художнього театру імені А. Чехова.

## Творчість

### Ролі в театрі

#### Московський театр-студія під керівництвом Олега Табакова
- 1995 «Псих» Олександра Минчина (реж. Андрій Житинкін) — Іра, медсестра, закохана в героя

#### Московський театр «Et Cetera»
- «Лікар мимоволі» Мольєра — Мартіна
- «Смаглява леді сонетів» — Смаглява леді
- «Конкурс» Олександра Галіна — Ольга Пухова
- «Назавжди-назавжди» — 237-а дівчина
- «Дон Кіхот»

#### Московський художній театр імені А.П.Чехова
- 2001 — «№ 13» Рей Куні (режисер Володимир Машков) — Джейн
- 2005 — «Панове Головльови» Михайла Салтикова-Щедріна (режисер Кирило Серебренніков) — Аннинька, Любинька
- 2005 — «Сонце сяяло» (режисер Марина Бруснікіна) — Доллі-Наташа
- «Останні»
- 2004 — «Тартюф» Мольєра (режисер Ніна Чусова) — Ельміра, дружина Оргона
- 2008 — «Крейцерова соната» Лева Толстого (реж. А. Яковлєв) — Поліна і Дама
- 2009 — «Тригрошова опера» Бертольта Брехта (режисер Кирило Серебренніков) — Поллі Пічем
- 2009—2011 — «Дворянське гніздо», за романом Івана Тургенєва, постановка Марини Бруснікіної — Варвара.
- 2010 — «Васса Желєзнова» Максима Горького (реж. Л. Еренбург) — Рашель.
- 2010—2011 — «Шага», за п'єсою Маргеріт Дюрас, постановка Марі-Луїз Бишофберже.
- 2011 — «Будинок» Є. Гришковця (реж. Сергій Пускепаліс) — Вітрова
- 2012 — «Злочин і покарання» Федора Достоєвського (реж. Л. Еренбург) — Катерина Іванівна
- 2012 — «Зойчина квартира» Михайла Булгакова (реж. К. Серебренніков) — Алла Вадимівна

### Фільмографія
| Рік         |   | Назва                       | Роль                                                                               |    |
| ----------- | - | --------------------------- | ---------------------------------------------------------------------------------- | -- |
| 2004        | ф | Тато                        | Людмила Шутова                                                                     | ру |
| 2005        | ф | Лола і Маркіз               | Олена Мухіна                                                                       | ру |
| 2005        | ф | Втеча                       | лікарка Світлана Полякова                                                          | ру |
| 2005        | ф | Повний вперед               | Альбіна                                                                            | ру |
| 2007        | ф | Геній порожнього місця      | Аріна                                                                              | ру |
| 2007        | ф | На шляху до серця           | Ірина                                                                              | ру |
| 2007        | ф | Ювілей                      | Ольга                                                                              | ру |
| 2008        | ф | Чізкейк                     | Галина                                                                             | ру |
| 2008        | ф | Важкий пісок                | Люба Івановська, старша дочка Рахілі і Якова                                       | ру |
| 2008        | с | Хіромант 2                  | Тетяна                                                                             | ру |
| 2008        | с | Монтекрісто                 | Лоліта Карасьова                                                                   | ру |
| 2009        | ф | Сім дружин одного холостяка | Лідія                                                                              | ру |
| 2009        | ф | Снігур                      | Марина                                                                             | ру |
| 2010        | ф | Журов 2                     | Аліса                                                                              | ру |
| 2010        | ф | Щастя за контрактом         | Ксенія                                                                             | ру |
| 2010        | с | Долі загадкове завтра       | Маруся, дружина Андрія                                                             | ру |
| 2011 — 2012 | с | Закрита школа               | Ірина Ісаєва (Наталія Колчина)                                                     | ру |
| 2011        | с | Доля на вибір               | Ангел (Світлий Хранитель)                                                          | ру |
| 2011        | с | Зрада                       | Олена Короткова                                                                    | ру |
| 2012        | с | Скліфосовський              | Тетяна, психіатр                                                                   | ру |
| 2013        | с | Торговий центр              | Марина Білецька                                                                    | ру |
| 2013 — 2018 | с | Молодіжка                   | Ольга Володимирівна Кострова, мати Олександра Кострова                             | ру |
| 2014 — 2018 | с | Практика                    | Євгенія Корольова - лікарка-хірург приймального відділення, заслужений лікар Росії | ру |
| 2014        | ф | В'язень старої садиби       | Ірина                                                                              | ру |
| 2015        | с | Місяць                      | Марина Соколова, дружина Романа, мати Сергія і Віри                                | ру |
| 2015        | ф | Привид                      | мама Вані                                                                          | ру |
| 2015        | с | Капкан для зірки            | Юлія Туркестанова                                                                  | ру |
| 2016        | ф | Любов як стихійне лихо      | Елеонора                                                                           | ру |
| 2017        | ф | Напарник                    | Люда                                                                               | ру |
| 2017        | с | Секретарка                  | Катерина Морозова                                                                  | ру |
| 2018        | ф | Лід                         | Тітка                                                                              | ру |
| 2019        | с | Тінь за спиною              | Ганна Костенко, власниця кафе                                                      | ру |
| 2019        | с | Пастка для королеви         | Зінаїда Вікторівна Лебедєва                                                        | ру |
| 2019        | с | Нульовий цикл               | Марина Хаїрова                                                                     | ру |
| 2020        | ф | Лід 2                       | Тітка Наді                                                                         | ру |
| 2020        | с | Шукач 4                     | Тетяна мати Ігоря                                                                  | ру |
| 2020        | с | Кришталева мрія             | Віра                                                                               | ру |

## Відеографія
- У 2008 році знімалася в кліпі Діми Білана «Believe»

## Особисте життя
- Перший чоловік (2000—2010) — підприємець Сергій Глінка
  - Діти — Данило (нар. 2001 р.), Аглая (нар. 2006 р.)
- Другий чоловік (з 21 травня 2011 року) — актор Дмитро Готсдінер. 14 жовтня 2017 року у пари народився син, якого назвали Миколою.

## Нагороди
- Медаль ордена «За заслуги перед Вітчизною» II ступеня (8 березня 2015 року) — за заслуги в розвитку вітчизняної культури і мистецтва, багаторічну плідну діяльність[2].
- Подяка Президента Російської Федерації (29 жовтня 2018 року) — за заслуги в розвитку вітчизняної культури і мистецтва, багаторічну плідну діяльність[3].
- Лауреат молодіжної премії «Тріумф» (2009 р.)